# 森孝広
森 孝廣（もり たかひろ、1964年〈昭和39年〉8月29日 - ）は、日本の実業家。神奈川県出身。沖電気工業社長兼最高経営責任者。

## 人物
1964年8月29日、神奈川県に生まれる。
1988年、明治大学経営学部卒業。同年4月に沖電気工業（OKI）入社。その後、子会社の沖データ社長や、本社役員などを経て、2022年に沖電気工業社長に就任。役員序列12人抜きでの就任となり、非取締役の執行役員からの社長就任は同社初となる。

## 経歴
1988年、沖電気工業に入社。
2017年沖データ（現OKI）取締役、2020年同社長兼OKI執行役員、2021年4月沖電気工業執行役員コンポーネント＆プラットフォーム事業本部ビジネスコラボレーション推進本部長。2022年社長執行役員兼最高執行責任者（COO）。